# Орден Трудового Червоного Прапора Грузинської РСР
Орден Трудового Червоного Прапора РСР Грузії (груз. საქართველოს სსრ–ის შრომის წითელი დროშის ორდენი, рос. Орден «Трудового Красного Знамени ССР Грузии») — орден, нагородження яким відбувалося постановою Всегрузинського центрального виконавчого комітету або її президії.

## Статут ордена «Трудового Червоного Прапора РСР Грузії»
1. В ознаменування виняткових заслуг перед РСР Грузією в області виробництва, наукової діяльності, державної або суспільної служби засновується орден «Трудового Червоного Прапора РСР Грузії».
2. Орденом «Трудового Червоного Прапора РСР Грузії» можуть нагороджуватися як окремі громадяни, так і колективи, установи, підприємства і громадські організації.
3. Нагородження орденом «Трудового Червоного Прапора РСР Грузії» здійснюється постановою Всегрузинського центрального виконавчого комітету або його президії за поданнями відомств, центральних установ і центральних органів громадських організацій РСР Грузії.
4. Орден «Трудового Червоного Прапора РСР Грузії» є знак, який зображає червоний прапор на тлі шестірні і заводу. На прапорі напис грузинською мовою: «პროლეტარებო ყველა ქვეყნისა, შეერთდით!» («Пролетарі всіх країн, єднайтеся!»). У центрі шестерні — червона зірка, а по верхній окружності — ініціали «სსსრ» (РСРГ). У нижній частині ордена серп і молот, збоку — хлібний колос.
5. Орден «Трудового Червоного Прапора РСР Грузії» носиться нагородженими на лівій стороні грудей.
Колективи, нагороджені орденом, прикріплюють його на своєму прапорі.
6. Одночасно з орденом «Трудового Червоного Прапора РСР Грузії» нагородженим видається грамота з текстом такого змісту: "Всегрузинський центральний виконавчий комітет в ознаменування виняткових заслуг (такого то громадянина чи такого-то, колективу тощо. П.) Перед РСР Грузії в області (такій-то), наданих (тоді-то) постановляє нагородити його орденом «Трудового Червоного Прапора РСР Грузії». Грамота підписується головою та секретарем Всегрузинський центрального виконавчого комітету і забезпечується печаткою.
7. Для вручення нагородженому ордена «Трудового Червоного Прапора РСР Грузії» останній перепроваджується тому відомству, установі чи організації, якими зроблено подання про нагородження.
8. Орден «Трудового Червоного Прапора РСР Грузії», в разі нагородження ним громадянина після його смерті або безвісно відсутнього громадянина, передається членам сім'ї.
9. У разі надання нагородженим орденом «Трудового Червоного Прапора РСР Грузії» нових заслуг, може бути зроблено нове нагородження цим орденом.
10. Нагороджений орденом «Трудового Червоного Прапора РСР Грузії» зобов'язаний:
а) виконувати всі загальні обов'язки, що покладаються на нього законом;
б) сприяти соціалістичному будівництву, беручи активну участь в соціалістичному змаганні, в ударних цехах, бригадах, загонах і тощо;
в) вести активну громадську роботу в радянських громадських організаціях, пов'язаних з основною діяльністю нагородженого;
г) брати активну участь в спеціальних кампаніях, пов'язаних з основною діяльністю нагородженого.
11. Носіння ордена «Трудового Червоного Прапора РСР Грузії» обов'язково на з'їздах рад, сесіях Всегрузинський центрального виконавчого комітету та центральних виконавчих комітетів входять до РСР Грузії автономних республік і автономної області, на офіційних парадах, революційних святах та урочистих засіданнях.
Носіння ордена забороняється під час знаходження під арештом або під вартою.
12. Нагородженим орденом «Трудового Червоного Прапора РСР Грузії» виплачується за рахунок республіканського бюджету щомісяця: за перший орден по 30 рублів і за кожний наступний орден по 25 р.
Порядок виплати цих сум визначається Народним комісаріатом фінансів РСР Грузії.
13. Крім того, нагороджені орденом «Трудового Червоного Прапора РСР Грузії» користуються такими пільгами і перевагами:
а) у разі безробіття направляються на роботу в першу чергу перед іншими категоріями безробітних;
б) оплачують займану ними житлову площу в будинках, в яких квартирна плата стягується за ставками місцевих рад зі знижкою від 10 до 50 відсотків за постановою місцевої ради, в залежності від доходів нагородженого, і надлишки житлової площі в одинарному розмірі;
в) мають особисто право безкоштовного проїзду в трамваї в усіх містах РСР Грузії;
г) при вступі в колгоспи користуються пільгами, встановленими для бідняцьких господарств;
д) пенсійному забезпеченню підлягають на підставах, встановлених законом для персональних пенсій;
е) діти їх приймаються в усі навчальні заклади нарівні з дітьми робітників.
14. Пільги, зазначені в п. П. «А», «б», «д» та «е» ст. 13, поширюються в разі смерті нагороджених на їх родини: подружжя, неповнолітніх дітей і непрацездатних утриманців.
15. Нагороджені орденом «Трудового Червоного Прапора РСР Грузії» позбавляються цих орденів за спеціальними постановами Всегрузинський центрального виконавчого комітету або його президії на підставі судових вироків, за що ганьблять даного громадянина або даний колектив вчинки і за систематичне невиконання обов'язків, покладених справжнім статтями.
16. Постанови Всегрузинський центрального виконавчого комітету та його президії про нагородження орденом «Трудового Червоного Прапора РСР Грузії» і про позбавлення цього ордена публікуються в офіційному органі «Комуніст».
17. Носіння ордена «Трудового Червоного Прапора РСР Грузії» особами, які не мають на те права, тягне за собою кримінальну відповідальність.

## Опис ордена
Орден «Трудового Червоного Прапора РСР Грузії» є знак, який зображає червоний прапор на тлі шестірні і заводу. На прапорі напис грузинською мовою: «პროლეტარებო ყველა ქვეყნისა, შეერთდით!» («Пролетарі всіх країн, єднайтеся!»). У центрі шестерні — червона зірка, а по верхній окружності — ініціали «სსსრ» (РСРГ). У нижній частині ордена серп і молот, збоку — хлібний колос.